# Comté de Cass (Missouri)
Pour les articles homonymes, voir Comté de Cass.
Le comté de Cass  (Cass county) est un comté du Missouri aux États-Unis. Le siège du comté se situe à Harrisonville. Le comté fut créé en 1835 et nommé en hommage au candidat à la présidence américaine Lewis Cass.  Au recensement de 2010, la population était constituée de 99 478 individus. Le comté fait partie de la zone métropolitaine de Kansas City.

## Géographie
Selon le bureau du recensement des États-Unis, le comté totalise une surface 1.820 km² dont 10 km² d’eau. 

### Comtés voisins
- Comté de Jackson (Missouri)  (nord)
- Comté de Johnson (Missouri)  (est)
- Comté de Henry (Missouri)  (sud-est)
- Comté de Bates  (sud)
- Comté de Miami (Kansas)  (ouest)
- Comté de Johnson (Kansas)  (nord-ouest)

### Routes principales
- U.S. Route 71
- Missouri Route 2
- Missouri Route 7
- Missouri Route 58
- Missouri Route 291

## Démographie
Selon le recensement de 2000, sur les 82.092 habitants, on retrouvait 30.168 ménages et 22.988 familles dans le comté. La densité de population était de 45 habitants par km² et la densité d’habitations (31.677 au total)  était de 18 habitations par km². La population était composée de 95,62 % de blancs, de 1,42 % d’afro-américains, de 0,58 % d’amérindiens et de 0,48 % d’asiatiques.
38,10 % des ménages avaient des enfants de moins de 18 ans, 63,6 % étaient des couples mariés. 28,4 % de la population avait moins de 18 ans, 7,3 % entre 18 et 24 ans, 30,2 % entre 25 et 44 ans, 22,3 % entre 45 et 64 ans et 11,7 % au-dessus de 65 ans. L’âge moyen était de 36 ans. La proportion de femmes était de 100 pour 95,9 hommes.
Le revenu moyen d’un ménage était de 49.562 dollars.

## Villes et cités
| - Archie - Baldwin Park - Belton - Cleveland - Creighton | - East Lynne - Freeman - Garden City - Gunn City - Harrisonville | - Kansas City - Lake Annette - Lake Winnebago - Lee's Summit - Loch Lloyd | - Peculiar - Pleasant Hill - Raymore - Strasburg - West Line |